# Ectropis
Ectropis is een geslacht van vlinders van de familie spanners (Geometridae), uit de onderfamilie Ennominae.

## Soorten
- E. aethregenes Prout, 1927
- E. aigneri Prout, 1930
- E. albipunctata Inoue, 1955
- E. albobrunnea Herbulot, 1981
- E. amphitromera Prout, 1911
- E. anisa Prout, 1915
- E. anisodroma Prout, 1935
- E. anisoides Herbulot, 1981
- E. annumerata Prout, 1925
- E. arizanensis Wileman, 1915
- E. atelomeres Prout, 1922
- E. basalis Herbulot, 1981
- E. bhurmitra Walker, 1860
- E. bicolor Herbulot, 1972
- E. bispinaria Guenée, 1858
- E. bistortatoides Herbulot, 1954
- E. breta Swinhoe, 1889
- E. brooksi Holloway, 1976
- E. calida Goldfinch, 1944
- E. celsicola Herbulot, 1972
- E. confusa Butler, 1882
- E. conifera Moore, 1887
- E. consentanea Sato, 1992
- E. contradicta Herbulot, 1972
- E. cornuta Herbulot, 1968
- E. crepuscularia

Gewone spikkelspanner Denis & Schiffermüller, 1775
- E. cuneisparsa Prout, 1925
- E. chopardi Herbulot, 1954
- E. chrysoteucta Prout, 1926
- E. defervescens Prout, 1927
- E. delosaria Walker, 1862
- E. dentilineata Moore, 1867
- E. deodarae Prout, 1926
- E. despicata Herbulot, 1981
- E. devecta Herbulot, 1966
- E. dicranucha Turner, 1947
- E. distinctaria (de Joannis, 1915)
- E. dribraria (Swinhoe, 1904)
- E. duplicata Wileman, 1911
- E. elaphrodes Fletcher D. S., 1958
- E. emphona (Prout, 1925)
- E. enormis Warren, 1893
- E. espanomma Wehrli, 1943
- E. euthystrophion Wehrli, 1943
- E. everetti Prout, 1925
- E. excellens Butler, 1884
- E. excursaria Guénée, 1857
- E. excusaria Guenée, 1858
- E. exesaria Guenée, 1858
- E. fossa Herbulot, 1981
- E. fragilis Turner, 1947
- E. fraudulenta Janse, 1932
- E. geniculata Prout, 1932
- E. giatoma Schaus, 1901
- E. gozmanyi Fletcher D. S., 1978
- E. griseoalbata Mabille, 1893
- E. grisescens Warren, 1894
- E. herbuloti Orhant, 2003
- E. hero Viette, 1971
- E. hiulca Prout, 1926
- E. holmi Fletcher D. S., 1958
- E. ikonda Herbulot, 1981
- E. impos Prout, 1927
- E. indistincta Hampson, 1891
- E. inscripta Walker
- E. insecura Prout, 1927
- E. intermedia Warren, 1899
- E. inversa Fletcher D. S., 1958
- E. irrorata Moore, 1887
- E. ischnadelpha Prout, 1932

- E. lignea Goldfinch, 1944
- E. lineata Druce, 1898
- E. longiscapia Prout, 1926
- E. lophomeris Prout, 1927
- E. loxoschema Turner, 1947
- E. loxosira Prout, 1932
- E. marmorata Moore, 1867
- E. maromokotra Viette, 1980
- E. melancroca Prout, 1929
- E. mesoplatys Wehrli, 1943
- E. milloti Herbulot, 1954
- E. mniara Turner, 1917
- E. mochlosema Turner, 1917
- E. moderata Herbulot, 1972
- E. nigripunctata Warren, 1897
- E. obliqua Warren, 1894
- E. obliquilinea Prout, 1916
- E. occiduaria Guenée, 1858
- E. ocellata Warren, 1902
- E. ochrifasciata Moore, 1880
- E. odontophora Turner, 1917
- E. oleitincta Prout, 1931
- E. opisoleuca Wehrli, 1943
- E. pais Prout, 1931
- E. pallidistriga Warren, 1903
- E. paracopa Prout, 1925
- E. pauliani Herbulot, 1954
- E. petrosa Butler, 1879
- E. petrozona Lower, 1900
- E. plectroneura Lower, 1900
- E. plumosa Semper, 1901
- E. pluto Viette, 1971
- E. pristis Meyrick, 1892
- E. proicyrta Prout, 1932
- E. prospila (Prout, 1916)
- E. pulvicopia Prout, 1927
- E. recurvaria Leech, 1897
- E. repleta Prout, 1926
- E. rosearia de Joannis, 1929
- E. sabulosa Warren, 1897
- E. schintlmeisteri Sato, 1992
- E. semicana Bastelberger, 1907
- E. sigai Herbulot, 1981
- E. simplex Warren, 1914
- E. sogai Herbulot, 1981
- E. spoliataria (Walker, 1860)
- E. squamosa Warren, 1896
- E. subapicata (Warren, 1904)
- E. sublimbata (Warren, 1911)
- E. sublutea (Butler, 1880)
- E. superuncina Herbulot, 1972
- E. tricolor de Joannis, 1929
- E. trilineata Wileman, 1912
- E. tripartaria Leech, 1897
- E. ulterior Herbulot, 1954
- E. vadoni Herbulot, 1954
- E. vaga Dognin, 1895
- E. zotica Prout, 1927